# Liberazione
Liberazione (рус. Освобождение) — итальянская газета. Официальный печатный орган Партии коммунистического возрождения. Основана 11 октября 1991 года; первоначально выходила еженедельно, с апреля 1995 года начала выходить 6 раз в неделю.
Сатирический журнал Frigidaire стал приложением к газете 25 апреля 2009 года.
В 2011 году тираж Liberazione составил около 11000 экземпляров. В январе 2012 года печатное издание закрылось, и газета стала доступной только в интернете. Однако интернет-издание газеты также было закрыто 19 марта 2014 года.